# Championnat du Koweït de football 2017-2018
Navigation
Saison précédente Saison suivante
La saison 2017-2018 du Championnat du Koweït de football est la cinquante-troisième édition du championnat de première division au Koweït. La Premier League regroupe les huit meilleurs clubs du pays, regroupés au sein d'une poule unique où ils s'affrontent trois fois au cours de la saison. À l'issue du championnat, le dernier est relégué en deuxième division, l'avant-dernier participe au barrage contre le 2e de deuxième division pour tenter de se maintenir.
C'est le club de Koweït SC qui est sacré champion du Koweït cette saison après avoir terminé en tête du classement final. Il s'agit du quatorzième titre de champion de l'histoire du club qui réussit même le doublé en s'imposant en finale de la Coupe du Koweït face au Al Arabi Sporting Club.

## Les clubs participants
Le championnat étant réduit à 8 équipes cette saison, il n'y a pas de promu.
- Al Arabi Sporting Club
- Al-Jahra
- Koweït SC
- Al Nasr Koweït
- Qadsia Sporting Club
- Al-Salmiya SC
- Al Tadamon Farwaniya
- Kazma Sporting Club

## Compétition

### Classement
Le barème utilisé pour établir le classement est le suivant :
- Victoire : 3 points
- Match nul : 1 point
- Défaite : 0 point

| Rang | Équipe                 | Pts  | J  | G  | N  | P  | Bp | Bc | Diff |
| ---- | ---------------------- | ---- | -- | -- | -- | -- | -- | -- | ---- |
| 1    | Koweït SC T'C'         | 49   | 21 | 15 | 4  | 2  | 51 | 18 | +33  |
| 2    | Qadsia Sporting Club   | 33   | 21 | 9  | 6  | 6  | 37 | 25 | +12  |
| 3    | Al-Salmiya SC          | 30-3 | 21 | 10 | 3  | 8  | 31 | 32 | -1   |
| 4    | Kazma Sporting Club    | 29   | 21 | 6  | 11 | 4  | 29 | 28 | +1   |
| 5    | Al Arabi Sporting Club | 27   | 21 | 7  | 6  | 8  | 30 | 29 | +1   |
| 6    | Al Nasr Koweït         | 26   | 21 | 8  | 2  | 11 | 30 | 39 | -9   |
| 7    | Al-Jahra               | 26   | 21 | 8  | 2  | 11 | 38 | 40 | -2   |
| 8    | Al Tadamon Farwaniya   | 10   | 21 | 2  | 4  | 15 | 33 | 68 | -35  |

| Légende : Qualifications et relégations | Légende : Qualifications et relégations                                                          |
| --------------------------------------- | ------------------------------------------------------------------------------------------------ |
|                                         | Champion du Koweït 2017-2018                                                                     |
|                                         | Qualifié pour les barrages de relégation                                                         |
|                                         | Relégué en Kuwaiti Division One                                                                  |
|                                         | T : Tenant du titre 2016-2017 C : Vainqueur de la Coupe du Koweït P : Promu de deuxième division |

- Al-Salmiya SC a 3 points de pénalité suite décision de la FIFA[1]

## Barrage promotion-relégation
| Date          | Club     | Score | Club                |
| 22 avril 2018 | Al-Jahra | 6:0   | Al-Fahaheel FC (D2) |

Al-Jahra se maintient en première division.
- Le championnat 2018-2019 devait se dérouler avec huit équipes, la fédération annonce avant le début de la nouvelle saison un nouveau format avec 10 équipes, ce qui implique le maintien de Al Tadamon Farwaniya et la promotion du perdant des barrages Al-Fahaheel FC[2].

## Bilan de la saison
| Championnat du Koweït de football 2017-2018 |                       |
| Champion                                    | Koweït SC (14e titre) |
| Coupes et trophées                          |                       |
| Vainqueur de la Coupe du Koweït 2017-2018   | Koweït SC             |
| Qualifications continentales                |                       |
| Ligue des champions de l'AFC 2019           | Koweït SC             |
| Coupe de l'AFC 2019                         | Aucun                 |
| Promotions et relégations                   |                       |
| Promus en Premier League                    | Al-Shabab SC          |
| Promus en Premier League                    | Al-Fahaheel FC        |
| Relégués en First Division                  | aucun                 |